# Neotamias palmeri
Tamias palmeri — вид гризунів родини Sciuridae, ендемік Весняних гір на півдні Невади. Його природне середовище існування — ліси помірного поясу. Бурундуки Палмера обмежені "небесними островами" — гірськими біотопами, які оточені іншими, нижчими за висотою, негостинними біотопами. Їм загрожує насамперед втрата біотопів. Бурундук Палмера названий на честь Теодора Шермана Палмера, американського ботаніка і зоолога. За наявності адекватного середовища проживання та харчових ресурсів бурундуки Палмера зазвичай живуть від 1 до 4 років.

## Характеристики
Бурундук Палмера досягає середньої довжини голови і тулуба близько 12,5 сантиметрів, довжини хвоста від 8,0 до 10,0 сантиметрів і ваги від 50 до 60 грамів. Статевого диморфізму за розміром або забарвленням немає, тому самці і самки зовні не відрізняються. Колір спини від коричневого до темно-коричневого з жовтувато-бурим відтінком, плечі сірі, а живіт блідіший. Як і в інших видів роду, хутро буре, а на спині є кілька темно-червоних або чорно-бурих спинних смуг, які розділені світлішими смугами і відмежовані від боків тіла Геном складається з диплоїдного хромосомного набору з 2n=38 хромосом.

## Спосіб життя
Бурундуки Палмера мешкають лише на висоті приблизно від 2100 метрів до лінії дерев на висоті приблизно 3600 метрів, з найвищою щільністю популяції на висоті від 2400 до 2550 метрів. Оселища, як правило, характеризуються ущелинами, скелястими та кам'янистими ділянками, печерами та мертвою деревиною. Рослинність може бути різною і складається зі змішаних деревостанів сосни звичайної (Pinus aristata), сосни однолистої (Pinus monophylla), сосни довголистої (Pinus longaeva) та ялівцю ютського (Juniperus osteosperma), ялиці колорадської (Abies concolor) і сосни пандерози (Pinus ponderosa), а також церкокарпуса ведучого (Cercocarpus ledifolius) і аростафілокока (Arctostaphylos pungens).
Вид веде денний спосіб життя і переважно живе на землі, але також може забиратися на дерева та кущі. Тварини харчуються переважно травоїдними насінням і плодами, причому насіння хвойних дерев становить основну частину їхнього раціону. Вони також їдять кору, лишайники, гриби, інші частини рослин і комах як додаткову їжу. Вид є важливими факторами поширення насіння деревних порід, якими харчуються. Самці більш територіальні і часом більш агресивні по відношенню до конкурентів, ніж самиці.
Даних про розмноження дуже мало. Припускають, що сезон розмноження триває з квітня по травень, а молодняк народжується з кінця травня по червень, період вагітності, ймовірно, перевищує 33 дні. Виводки складаються в середньому з чотирьох дитинчат, хоча були відловлені самиці, що мали до семи ембріонів.